# 1910 en Alberta
Chronologie de l'Alberta
- 1906
- 1907
- 1908
- 1909
- 1910
- 1911
- 1912
- 1913
- 1914

Cette page concerne des événements qui se sont produits durant l'année 1910 dans la province canadienne de l'Alberta.

## Politique

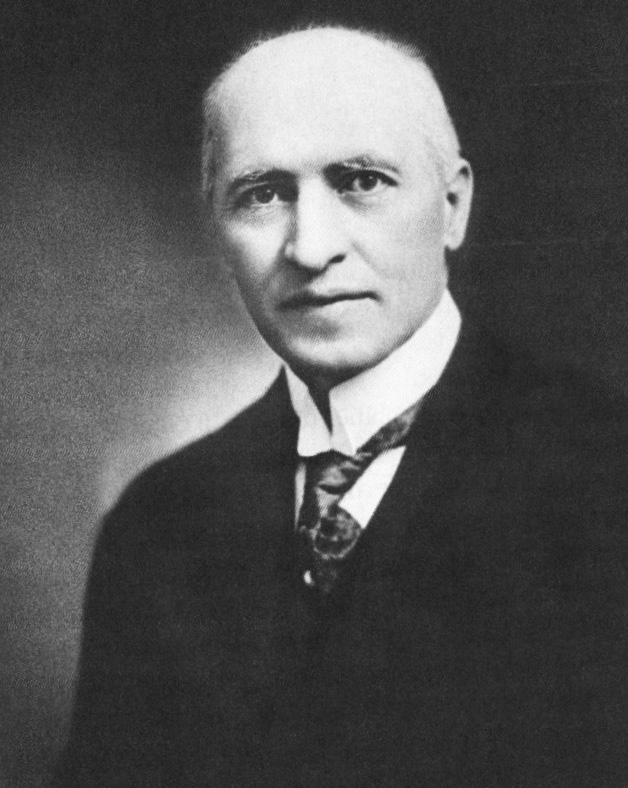
Arthur Lewis Sifton

- Premier ministre :  Alexander Cameron Rutherford puis Arthur Lewis Sifton (Parti libéral).
- Chef de l'Opposition :
- Lieutenant-gouverneur : George Hedley Vicars Bulyea (en)
- Législature :

## Événements
- Création de l'Université Mount Royal(en anglais Mount Royal University ou MRU), université publique située à Calgary[1].

- 26 mai : Arthur Lewis Sifton devient premier ministre de l'Alberta.

## Naissances
- 7 décembre : Rod Cameron (de son vrai nom Nathan Roderick Cox), acteur canadien né à Calgary , mort le 21 décembre 1983 à Gainesville (Géorgie) d'un cancer.

## Décès
- 2 février : George Murdoch (né à Paisley, en Écosse, le 29 avril 1850 - décédé à Calgary), premier maire de Calgary.